# جته سورنسن
جته سورنسن (انگلیسی: Jette Sørensen؛ زادهٔ ۲۵ مارس ۱۹۶۱) از برندگان مدال‌های المپیک تابستانی  اهل دانمارک است.